# Gridiron Gang
Gridiron Gang er en krimi-drama, sportsfilm. Filmen er udgivet den den 15. september 2006 i  USA.
Gridiron Gang er skrevet af Jeff Maguire, og Jac Flanders (Gridiron Gang 1993)
Dwayne "the Rock" Johnson er med i filmen som en amerikansk fodboldtræner, for unge indsatte.

## Eksterne Henvisninger
- Gridiron Gang på Internet Movie Database (engelsk)
- Gridiron Gang på Filmdatabasen
- Gridiron Gang på Scope
- Gridiron Gang i Svensk Filmdatabas (svensk)
- Gridiron Gang på AlloCiné (fransk)
- Gridiron Gang på MovieMeter (nederlandsk)
- Gridiron Gang på AllMovie (engelsk)
- Gridiron Gang hos American Film Institute (engelsk)
- Gridiron Gang på Turner Classic Movies (engelsk)
- Gridiron Gang på The Movie Database (engelsk)